# Canal d'Entrecasteaux

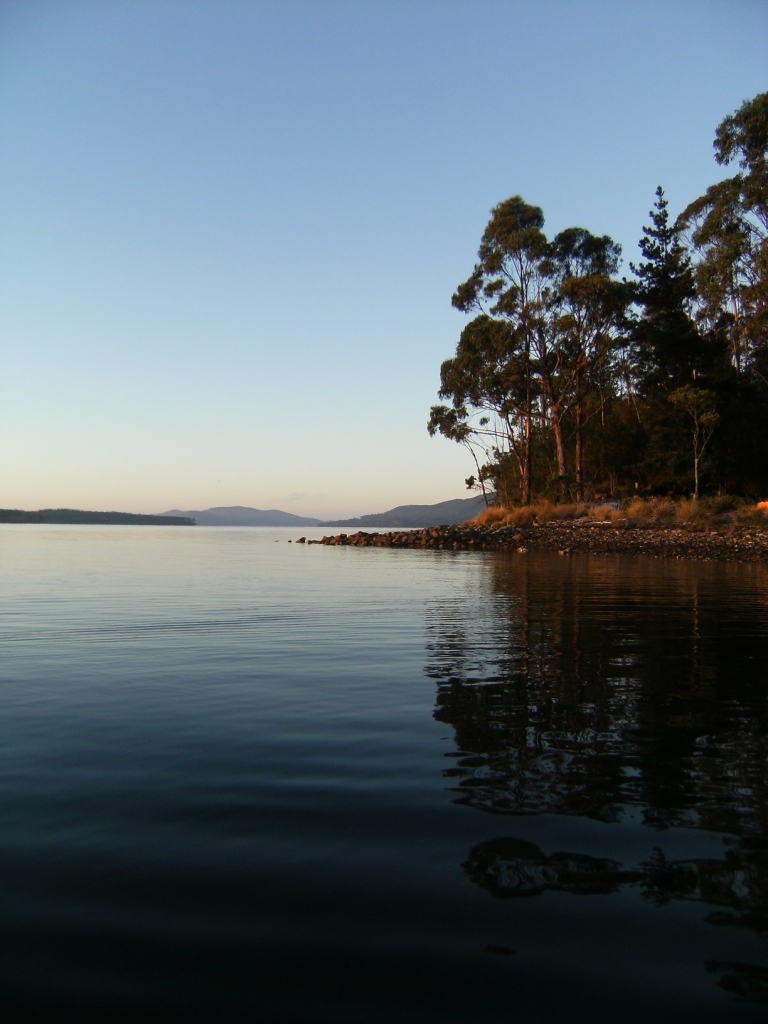
El canal D'Entrecasteaux desde Kettering.

El canal D'Entrecasteaux (del inglés: D'Entrecasteaux Channel) es un canal marino o estrecho del mar de Tasmania (océano Pacífico) localizado en la costa suroriental de la isla de Tasmania. Está limitado al este por la costa oriental de la isla Bruny y, al oeste, por la costa oriental del extremo suroeste de la parte continental de Tasmania.
El canal tiene una forma bastante irregular y se desarrolla en dirección general SSO-NNE, acabando en la bahía Storm. En su interior se encuentran las bahías Great Taylor, Abels, Great Bay y Nort West. En su extremo más septentrional, el canal da acceso también a la profunda bahía Ralphs. En la costa continental del canal, se encuentran los estuarios de los ríos Derwent (249 km) y  Huon (170 km).
En las orillas del canal de D'Entrecasteaux hay varias pequeñas localidades, siendo las mayores Snug (881 hab. en 2006), Margate (1.368 hab.), Kettering (827 hab.), Woodbridge (271 hab.), Flowerpot, Middleton y Gordon.

## Historia
El canal fue avistado por vez primera por el navegante neerlandés Abel Tasman en 1642, y fue reconocido y cartografiado en 1792 por Bruni d'Entrecasteaux, en el transcurso de su expedición en busca de expedición perdida de La Pérouse.

## Geografía y medio ambiente
La región del canal D'Entrecastaux, al abrigo de la isla de Bruny, está cada vez más afectada por la erosión de la costa, en algunas zonas con aportes de arena que tiene como objetivo reducir esos efectos.